# В сером
«В сером» (нем. Im Grau, фр. En gris) — абстрактная картина русского художника Василия Кандинского, написанная в 1919 году и хранящаяся в Национальном центре искусства и культуры Жоржа Помпиду Государственного музея современного искусства в Париже, Франция.

## История
После того как в ходе начала Первой Мировой войны Германская империя объявила войну Российской империи в 1914 году, Кандинский вернулся на Родину. Между революционным 1917 и 1919 годами Кандинский не создавал никаких картин, так как в условиях Гражданской войны в России находился в состоянии бедности и был занят каталогизацией произведений искусства для нужд советской власти. Когда он вернулся к живописи, его работы представляли собой упрощение формы и более понятную структуру. В сером цвете картины преобладают цвета, и видно, что формы имеют более чёткие границы, тяготея к геометрическим. Эти новые представления могут быть ответом на работы Казимира Малевича и Александра Родченко. О ней позже Кандинский писал: «„В сером“ — завершение моего „драматического“ периода, то есть великого накопления стольких форм» (4 июня 1936 г.).

## Описание
В картине «В сером» продолжается принцип живописного построения на основе взаимопроникновения мелких, более или менее иероглифических форм, придуманных Кандинским в Мюнхене. Автор отказывается от практики деления рамы на две части и вместо этого закрашивает всю поверхность абстрактной композицией, которая словно танцует в бесконечном пространстве. Для этой картины характерно более активное использование геометрических форм и более приглушенная цветовая гамма, подчеркнутая основными цветами. В левом углу дуга, уже встречавшаяся на картине «С черным луком», приобретает впечатляющую форму звезды.